# Malacocincla sepiaria
A Malacocincla sepiaria a madarak osztályának verébalakúak (Passeriformes) rendjébe és a Leiothrichidae családjába tartozó faj.

## Rendszerezése
A fajt Thomas Horsfield amerikai természettudós írta le 1821-ben, a Brachypteryx nembe Brachypteryx sepiaria néven.

## Alfajai
- Malacocincla sepiaria barussana Robinson & Kloss, 1921
- Malacocincla sepiaria harterti Chasen & Kloss, 1929
- Malacocincla sepiaria rufiventris Salvadori, 1874
- Malacocincla sepiaria sepiaria (Horsfield, 1821)
- Malacocincla sepiaria tardinata Hartert, 1915[2]

## Előfordulása
Délkelet-Ázsiában, Brunei, Indonézia, Malajzia és Thaiföld területén honos. A természetes élőhelye a szubtrópusi vagy trópusi síkvidéki és hegyi esőerdők, valamint folyók és patakok környéke. Állandó, nem vonuló faj.

## Megjelenése
Testhossza 15-16 centiméter, testtömege 25-33 gramm.

## Életmódja
Rovarokkal táplálkozik.